# Communauté de communes Creuse Confluence
Die Communauté de communes Creuse Confluence ist ein französischer Gemeindeverband mit der Rechtsform einer Communauté de communes im Département Creuse in der Region Nouvelle-Aquitaine. Sie wurde am 2. November 2016 gegründet und umfasst 41 Gemeinden. Der Verwaltungssitz befindet sich im Ort Boussac.

## Historische Entwicklung
Der Gemeindeverband entstand mit Wirkung vom 1. Januar 2017 durch die Fusion der Vorgängerorganisationen 
- Communauté de communes du Pays de Boussac,
- Communauté de communes du Carrefour des Quatre Provinces und
- Communauté de communes d’Évaux-les-Bains Chambon-sur-Voueize.

Der ursprünglich unter dem sperrigen Namen Communauté de communes Pays de Boussac, Carrefour des Quatre Provinces, Évaux-les-Bains/Chambon-sur-Voueize gegründete Verband wurde mit Wirkung vom 1. Januar 2018 auf die aktuelle Bezeichnung umbenannt. Gleichzeitig verließ die Gemeinde Saint-Priest den hiesigen Verband und schloss sich der Communauté de communes Chénérailles, Auzances/Bellegarde et Haut Pays Marchois an.
Mit Wirkung vom 1. Januar 2025 wurden die bis dahin selbstständigen Gemeinden Parsac-Rimondeix und Blaudeix zur Commune nouvelle Parsac zusammengelegt. Dies reduzierte die Anzahl der Gemeinden des Gemeindeverbands von 42 auf 41.

## Mitgliedsgemeinden
| Gemeinde                                 | Einwohner 1. Januar 2022 | Fläche km² | Dichte Einw./km² | Code INSEE | Postleitzahl |
| ---------------------------------------- | ------------------------ | ---------- | ---------------- | ---------- | ------------ |
| Auge                                     | 92                       | 9,97       | 9                | 23009      | 23170        |
| Bétête                                   | 386                      | 28,24      | 14               | 23022      | 23270        |
| Bord-Saint-Georges                       | 371                      | 32,50      | 11               | 23026      | 23230        |
| Boussac                                  | 1.239                    | 1,48       | 837              | 23031      | 23600        |
| Boussac-Bourg                            | 687                      | 38,69      | 18               | 23032      | 23600        |
| Budelière                                | 713                      | 25,07      | 28               | 23035      | 23170        |
| Bussière-Saint-Georges                   | 259                      | 22,45      | 12               | 23038      | 23600        |
| Chambon-sur-Voueize                      | 827                      | 33,58      | 25               | 23045      | 23170        |
| Chambonchard                             | 79                       | 12,86      | 6                | 23046      | 23110        |
| Clugnat                                  | 653                      | 42,42      | 15               | 23064      | 23270        |
| Cressat                                  | 514                      | 33,41      | 15               | 23068      | 23140        |
| Domeyrot                                 | 232                      | 24,59      | 9                | 23072      | 23140        |
| Évaux-les-Bains                          | 1.285                    | 45,55      | 28               | 23076      | 23110        |
| Gouzon                                   | 1.565                    | 50,03      | 31               | 23093      | 23230        |
| Jarnages                                 | 477                      | 9,17       | 52               | 23100      | 23140        |
| La Celle-sous-Gouzon                     | 159                      | 14,07      | 11               | 23040      | 23230        |
| Ladapeyre                                | 356                      | 30,63      | 12               | 23102      | 23270        |
| Lavaufranche                             | 241                      | 16,34      | 15               | 23104      | 23600        |
| Lépaud                                   | 371                      | 24,12      | 15               | 23106      | 23170        |
| Leyrat                                   | 143                      | 18,32      | 8                | 23108      | 23600        |
| Lussat                                   | 409                      | 46,86      | 9                | 23114      | 23170        |
| Malleret-Boussac                         | 179                      | 25,43      | 7                | 23120      | 23600        |
| Nouhant                                  | 301                      | 25,75      | 12               | 23145      | 23170        |
| Nouzerines                               | 238                      | 19,09      | 12               | 23146      | 23600        |
| Parsac                                   | 823                      | 53,92      | 15               | 23149      | 23140        |
| Pierrefitte                              | 68                       | 6,40       | 11               | 23152      | 23130        |
| Pionnat                                  | 715                      | 41,77      | 17               | 23154      | 23140        |
| Saint-Julien-la-Genête                   | 218                      | 11,91      | 18               | 23203      | 23110        |
| Saint-Julien-le-Châtel                   | 150                      | 15,30      | 10               | 23204      | 23130        |
| Saint-Loup                               | 192                      | 18,82      | 10               | 23209      | 23130        |
| Saint-Marien                             | 199                      | 12,78      | 16               | 23213      | 23600        |
| Saint-Pierre-le-Bost                     | 119                      | 17,24      | 7                | 23233      | 23600        |
| Saint-Silvain-Bas-le-Roc                 | 409                      | 15,32      | 27               | 23240      | 23600        |
| Saint-Silvain-sous-Toulx                 | 147                      | 14,57      | 10               | 23243      | 23140        |
| Soumans                                  | 591                      | 36,68      | 16               | 23174      | 23600        |
| Tardes                                   | 119                      | 21,40      | 6                | 23251      | 23170        |
| Toulx-Sainte-Croix                       | 252                      | 35,05      | 7                | 23254      | 23600        |
| Trois-Fonds                              | 132                      | 9,53       | 14               | 23255      | 23230        |
| Verneiges                                | 124                      | 7,59       | 16               | 23259      | 23170        |
| Viersat                                  | 281                      | 29,09      | 10               | 23261      | 23170        |
| Vigeville                                | 164                      | 7,27       | 23               | 23262      | 23140        |
| Communauté de communes Creuse Confluence | 16.479                   | 985,26     | 17               | –          | –            |